# ウィリアム・ロバート・ブロートン

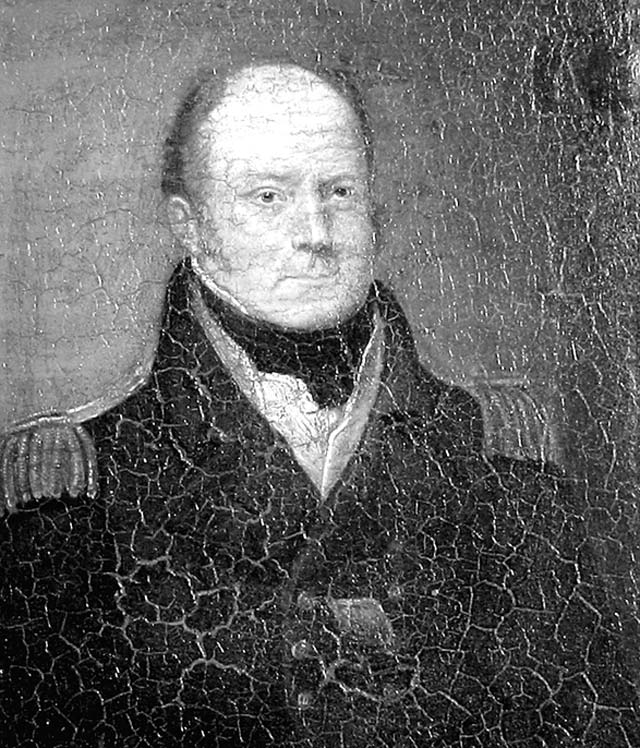
ウィリアム・ロバート・ブロートン

ウィリアム・ロバート・ブロートン（William Robert Broughton、1762年 - 1821年3月12日）はイギリスチェシャー州出身のイギリス海軍士官、探検家。

## 略歴
1762年5月22日、イギリスにて出生。母方の祖父が男爵という家柄であった。
1782年1月12日、海軍士官に任官し、チャタム号、プロヴィデンス号、ペネロープ号などの艦長を務めた。
1804年、プロヴィデンス号の探検記録を「北太平洋探検航海記」として出版。
1811年、上官と衝突して海軍を除隊し、1815年には53歳で従姉妹と結婚している。1819年、海兵隊大佐として軍務に復帰するが、1821年3月12日、赴任先のイタリアフィレンツェで没する。

### 戦歴
- 1775年～1783年 - 海軍少尉候補生としてアメリカ独立戦争に従軍
- 1782年7月6日 - インド東岸でシュフラン提督麾下のフランス海軍艦隊と、ネガパタムの海戦
- 1803年 - ペネロープ号（en:HMS Penelope）艦長として、北海でフランス艦隊と交戦
- 1809年4月11日 - イラストリアス号（en:HMS Illustrious (1803)）艦長としてフランス・ブレスト艦隊攻撃に参加
- 1811年 - ジャバ遠征隊に参加

## 探検航海
軍務として2回の探検航海を行い、2回目の航海では日本を訪れている。

### チャタム号の航海
1791年から1795年にかけてのバンクーバー遠征隊（en:Vancouver Expedition）に、チャタム号（en:HMS Chatham (1788)）艦長として参加した。ケープタウンからオーストラリア南岸を経て、11月にニュージーランドへ寄航、チャタム諸島を（ヨーロッパ人として）発見。北へ向かい、タヒチ島からカメハメハ1世時代のハワイ諸島を経由し、カナダ北バンクーバー島とコロンビア川を調査した。1792年10月、アメリカ北西部のコロンビア・ジョージ川（en:Columbia River Gorge）を遡上し、オレゴン州マルトノマ郡に上陸する。その後、アラスカのシトカを経て11月末にサンフランシスコに帰着後、別命により船を降り、イギリスへ帰国した。

### プロヴィデンス号の航海

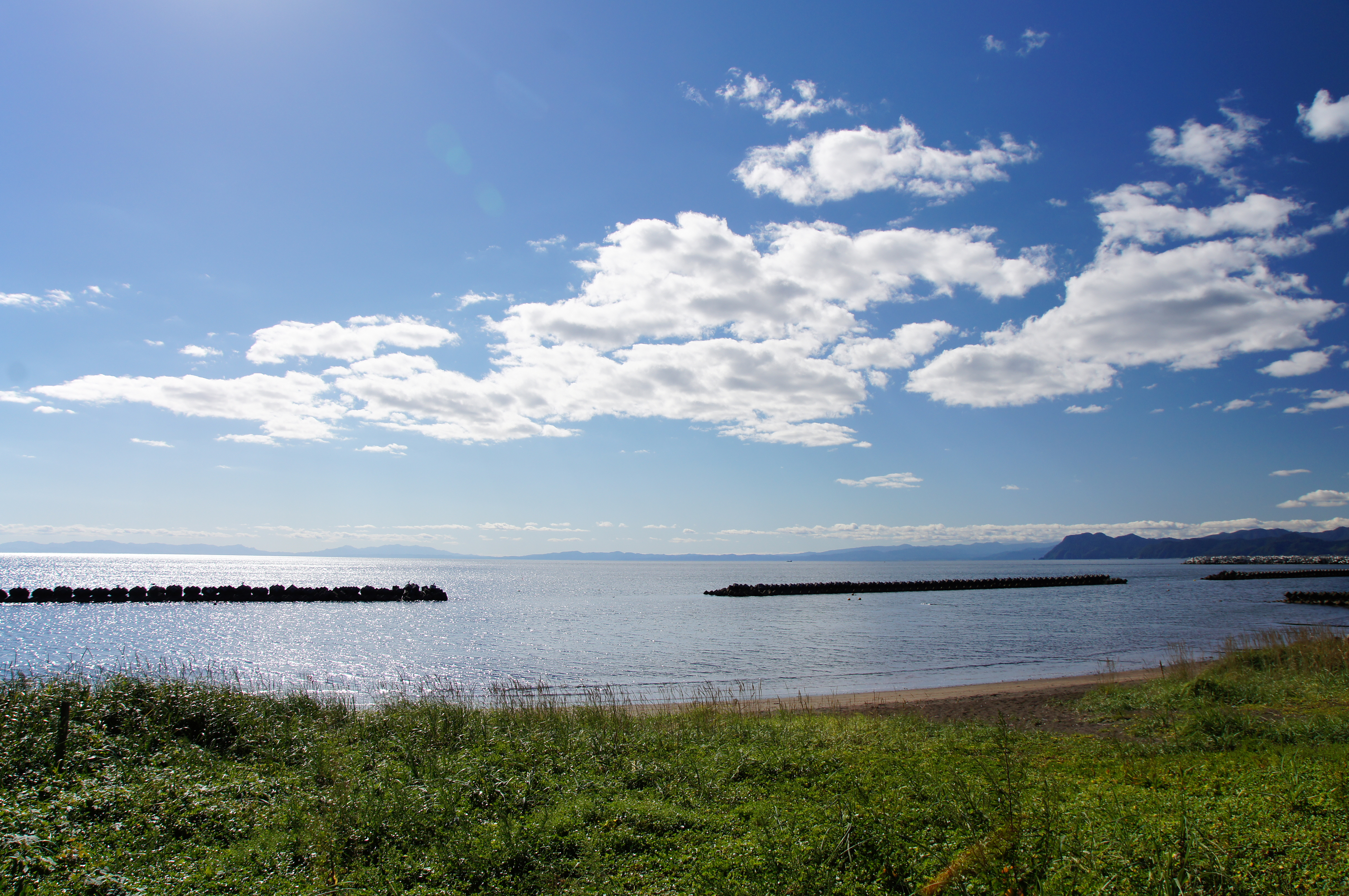
ブロートン日本初上陸地である虻田の海岸

1793年10月に就任したプロヴィデンス号（en:HMS Providence (1791)）艦長として、バンクーバー遠征隊支援と北大西洋調査を命じられ、1795年に出帆した。
12月16日にキリバスのカロリン島を再発見し、翌年バンクーバー島を再訪、調査する。遠征隊支援を終え、太平洋を横断して黄海に入り、イギリス人として初めて朝鮮半島沿岸を航海する。さらに北上してヨーロッパの地図上で空白地帯だった、揚子江から樺太（サハリン）、北海道沿岸と千島列島の測量調査を行った。
1796年（寛政8年）8月に内浦湾（噴火湾）に面する洞爺湖町虻田で日本初上陸を果たし、9月には室蘭に寄港して、船体の修理を行っている。冬を越すために12月マカオへ寄港する。
厳しい北太平洋の調査に僚船の必要性を感じ、スクーナープリンス・ウイリアム・ヘンリー号を買って2隻でマカオを出航するが、直後の1797年5月16日、プロヴィデンス号は宮古島（池間島）沖の八重干瀬で座礁、沈没してしまう。僚船のヘンリー号を新たに「プロヴィデンス号」と改称して北上し、サハリン海峡を調査し、カムチャツカ半島に沿って南下し、10月3日に朝鮮の咸鏡道清津近海を探査し、永興湾に到着した。さらに南下を続け、10月13日には釜山近郊の東萊府竜塘浦の埠頭に停泊した。東萊府の官吏はソウルに西洋人の漂着を報告し、ブロートンらの求めに応じて飲料水や薪を供給した。この時の様子は『朝鮮王朝実録』「正祖実録」に記録が残る。
いったんマカオに戻った後、彼は残ったスクーナーで探検航海を再開する決断をする。那覇港に寄った後、太平洋岸を北上（房総沖で江戸湾を確認）し、仙台や箱館を訪問するが松前藩には歓迎されず、そのまま日本海へ抜けている。なお、松前藩側の記録によれば、当時、松前藩側に英語を理解できる者がおらず、両者が片言のロシア語を駆使して、辛うじてイギリスの探検船であることが理解できた程度であったという。
1798年5月、セイロン島で船を降り、翌年本国に帰国した。

## ゆかりの地
ブロートンの名にちなむ地名や、ブロートンが命名した地名が、いくつか残されている。
- 武魯頓島（ロシア語: Остров Броутона 英語: Broutona Island ） 千島列島中部にある島。隣の新知島にある武魯頓湾も彼の名にちなんでいる。
- ブロートン島（en:Broughton Island） オーストラリア、カナダ、ニュージーランド（スネアーズ諸島）、アメリカにある。
- ブロートンアーム（Broughton Arm）ニュージーランドのダスキー・サウンドにある川中の地形。
- ブロートン群島（en:Broughton Archipelago） カナダのブリティッシュコロンビア州にある。
- ブロートン断崖（Broughton's Bluff） オレゴン州マルトマ郡にある、ロッククライミングの難所。
- ブロートンクラブ（Broughton's Club） ソウルのイギリス大使館内にあるパブ。

- フッド山（Mount Hood） 当時のイギリス海軍総督サミュエル・フッドの名をとって、ブロートンが命名した。
- ヤング湾、ヤング川（Youngs River and Youngs Bay） 伯父のヤング提督の名をとって、ブロートンが命名した。

このほか、室蘭港をエンデルモ（エドモ 絵鞆）・ハーバー、内浦湾を噴火湾と命名している。
市立室蘭水族館には、室蘭港が初めてヨーロッパに紹介された記念碑として「プロビデンス号来航記念碑」が1955年（昭和30年）に建てられている。

## 参考資料
- 切手で綴る大航海の物語イギリス編 - ウェイバックマシン（2006年6月30日アーカイブ分）